# 보비 티먼스
보비 티먼스(1935년 - 1974년)는 미국의 재즈 피아니스트이다.

## 삶
필라델피아에서 태어났고, 아트 블레이키의 재즈 메신저스의 멤버로 유명하다. 바비 티몬스가 작곡한 유명한 작품으로는 "Moanin'", "Dat Dere", "This Here"등이 있다. 캐논볼 애덜리, 쳇 베이커, 리 모건등과도 함께 연주했다.

## 음반
- This Here is Bobby Timmons (Riverside, 1960)
- Soul Time (Riverside, 1960)
- Easy Does It (Riverside, 1961)
- In Person (Riverside, 1961)
- Sweet and Soulful Sounds (Riverside, 1962)
- Born to Be Blue! (Riverside, 1963)